# Edith Burger
Edith Burger (* 5. Juli 1906 in Pruntrut; † 28. Juli 1948 in Lausanne; heimatberechtigt in Röschenz) war eine Schweizer Pianistin und Sängerin.

## Leben
Edith Burger wurde als Tochter des Uhrenfabrikanten Théophile Burger geboren. Im Jahr 1928 heiratete sie Adolphe Gisiger, Fabrikationsleiter in Pruntrut. Nach ihrer Schulzeit in Pruntrut absolvierte sie ein Klavierstudium am Konservatorium Basel, das sie mit einem Diplom als Musiklehrerin abschloss.
Burgers Debüt erfolgte 1933 mit dem Sänger René Bersin. Bis 1940 trat sie im Cabaret Bersin und bei Radio Lausanne als Unterhalterin mit Klavier und Gesang auf. Anschliessend bildete sie von 1940 bis 1948 ein Gesangsduo mit dem Waadtländer Sänger Gilles unter dem Namen Edith et Gilles im Cabaret Coup de Soleil in Lausanne. Sie traten in der Schweiz und im Ausland auf. Bei Radio Lausanne begleitete sie unter anderem Philippe Soguel und Pierre Dudan (La belle France, L’Homme descend du singe, Tour de chant).